# Isla del Caño
Isla del Caño es una pequeña isla y reserva biológica en el Océano Pacífico de Costa Rica, y se ubica a unos 20 km al oeste de Bahía Drake en la Península de Osa, cuenta con un área de unas 320 hectáreas.
Pertenece al distrito de Bahía Drake del cantón de Osa de la provincia de Puntarenas. Fue declarado como reserva biológica en 1978 y cuenta con una estación permanente de guardaparques en la isla. 

## Flora y fauna
La vida marina incluye manta rayas, delfines, tortugas marinas, ballenas y una gran variedad de peces. Es una zona importante para la crianza de individuos de ballena jorobada, tanto del hemisferio norte como del sur, así como de especies residentes de delfines.
La limitada diversidad de la fauna terrestre, sin embargo, es notable, ya que la isla tiene menos del uno por ciento de la diversidad de insectos de la península y destaca la ausencia de numerosos animales nativos de la cercana tierra firme.

### Arrecifes de coral
Sus aguas poseen una de las formaciones de arrecifes coralinos más extensos y en mejor estado de la costa Pacífica de Costa Rica. Existen cinco plataformas coralinas (o bajos arrecifales) con extensiones que van desde 0,8 hasta 4,2 hectáreas.
Los investigadores utilizan actualmente los lechos de coral para estudiar los factores que rodean la muerte del coral y el proceso de recolonización. 

## Arqueología
La Isla del Caño fue ocupada por varios grupos humanos, fue empleada como cementerio por sociedades Chiriquis, o como residencia permanente por los Quepos o Bruncas.
La evidencia de la actividad precolombina humana en la isla es sustancial, con algunos artefactos interesantes como las esferas de piedra tallada, evidentemente, hechas por las primeras civilizaciones que habitaron estos territorios entre el 700 y 1500 a. C.

## Reserva biológica
La reserva biológica Isla del Caño pertenece al área de conservación Osa del Sistema Nacional de Áreas de Conservación, y fue creada el 9 de marzo de 1978 bajo la ley N.° 6215, consta de 320 hectáreas terrestres y 5800 hectáreas marinas, con una altitud máxima de 110 m s. n. m.

## Turismo
Es un popular destino turístico, que atrae a los visitantes por sus playas, bancos de coral y vida marina. Las visitas requieren de reservación y pago previo.

## Transporte
Se puede llegar por medio de embarcaciones marinas que parten desde Bahía Drake, Bahía Uvita y Sierpe. 